# Nain Singh
Nain Singh Rávat (नैन सिंह रावत) (21. října 1830 – 1. února 1882) byl jeden z prvních panditů – objevitelů, kteří ve službách Britského impéria probádávali himálajské oblasti. Jeho zásluhou byla zmapována cesta z Tibetu do Nepálu a rozsáhlé oblasti toku největší tibetské řeky Cangpo, jako vůbec první zaměřil zeměpisnou polohu a nadmořskou výšku Lhasy. Jeho bratrem byl Kišen Singh.

## Cesty do Tibetu
V roce 1865 se vydal se svým bratrancem Mani Singhem z Déhrádúnu, severoindického sídla Great Trigonometric Survey v dnešním Sikkimu, do Nepálu. Z Nepálu se Mani začal vracet zpět do Indie přes západní Tibet, zatímco Nain pokračoval do Tašilhünpa v Žikace, kde se setkal s pančhenlamou, a dále do Lhasy, kde se setkal se samotným dalajlámou. Během pobytu ve Lhase byla jeho pravá identita odhalena dvěma muslimskými kupci z Kašmíru, kteří nejenže Nain Singha nenahlásili tibetským úřadům, ale dokonce mu půjčili menší sumu peněz; jako záruka vrácení jim sloužily Singhovy hodinky. Nain Singh se poté vrátil do Indie cestou kolem jezera Mánasaróvar v západním Tibetu.
Již v době, kdy vyšel ze svého sikkimského stanoviště, Singh počítal své kroky tak, aby později mohl určit relativně přesnou délku svého pochodu. Ve Lhase pak mimo potřebná měření sháněl informace o tibetské kultuře, složení a počtu vojska, politice apod., které si zapamatoval a po návratu do Sikkimu předal Britům. Singh tehdy sesbíral o Tibetu více informací než všichni Evropané dohromady.
Roku 1867 se vydal na další cestu do západního Tibetu, kde navštívil legendární zlaté doly Thok Džalung. Nain Singh poznamenal, že tamější pracovníci kopou zlato pouze těsně pod povrchem, protože věří, že kopání hlouběji by byl zločin vůči Zemi a mohla by se tak snížit její úrodnost.
V letech 1873–75 cestoval z ladackého Léhu do Lhasy cestou podél řeky Cangpo, která byla severnější než ta, kterou se ubíral na své první cestě. Nain Singh se na svých cestách zasloužil o zmapování rozsáhlých oblastí střední Asie, za což byl Brity několikrát oceněn. 27. června 2004 byla na Singhovu počest vydána v Indii známka s jeho fotografií.